# Ken Michael
Kenneth Comninos "Ken" Michael (ur. 12 kwietnia 1938 w Perth) – australijski inżynier i działacz społeczny, gubernator Australii Zachodniej w latach 2006-2011.

## Życiorys
Ukończył studia inżynieryjne na University of Western Australia. Jest specjalistą w zakresie projektowania i budowy mostów, z czasem rozszerzył swoje zainteresowania także na całość kwestii związanych z budową i utrzymaniem dróg. Przez wiele lat pracował w państwowych służbach drogowych, wieńcząc swą karierę stanowiskiem komisarza ds. głównych dróg Australii Zachodniej, które pełnił w  latach 1991-1997. Następnie przeszedł na emeryturę i założył firmę konsultingową. Równocześnie w latach 1998-2003 odpowiadał za zapewnienie swobodnego dostępu wszystkim konkurującym ze sobą firmom do infrastruktury przesyłu gazu w tym stanie. Przez dwa lata pełnił również analogiczną funkcją w odniesieniu do infrastruktury kolejowej. Przewodniczył też radom miasta i hrabstwa Albany. W latach 2001–2005 był kanclerzem swej macierzystej uczelni.
6 czerwca 2005 ówczesny premier stanu Geoff Gallop ogłosił jego nominację na następnego gubernatora Australii Zachodniej. Ceremonia zaprzysiężenia odbyła się 18 stycznia 2006. Jego kadencja dobiegła końca 30 kwietnia 2011, jego następcą został Malcolm McCusker, który oficjalnie objął urząd 1 lipca 2011.